# Frederico Venâncio
Frederico André Ferrão Venâncio (Setúbal, Portugal, 4 de febrero de 1993), más conocido como Frederico Venâncio, es un futbolista portugués que juega en la posición de defensa en las filas del C. D. Santa Clara de la Primeira Liga. Fue internacional sub-21 por Portugal.

## Trayectoria
Natural de Setúbal, es un defensa formado en la cantera del Vitória Setúbal al que ingresó con 9 años y más tarde se incorporaría a la estructura del S. L. Benfica, que la abandonaría en su último año de juvenil para regresar al Vitória Setúbal.
El 13 de enero de 2013 hizo su debut en la Primeira Liga con el Vitória Setúbal, en una victoria por cinco goles a cero frente al Moreirense F. C. Marcó su primer gol en la liga el 7 de abril del mismo año, pero en una derrota por 1-2 ante el Rio Ave F. C.
En las filas del Vitória Setúbal jugó durante cuatro temporadas, en las que disputó 135 partidos, marcando la cifra de 8 tantos. 
El 16 de agosto de 2017 firmó con el Sheffield Wednesday Football Club de la Football League Championship a préstamo durante una temporada. Hizo su debut en la liga el 23 de diciembre de 2017, jugando los 90 minutos completos en la derrota en casa 1-2 contra el Middlesbrough F. C. En las filas del conjunto inglés jugaría 25 encuentros en los que lograría un gol.
El 7 de julio de 2018 firmó un contrato por cuatro temporadas con el Vitória Guimarães de la Primeira Liga. En sus dos primeras temporadas en el club disputaría 34 partidos.
El 4 de octubre de 2020 firmó con el C. D. Lugo, entonces de la Segunda División de España, por una temporada en calidad de cedido. En julio de 2021 rescindió su contrato con el equipo de Guimarães y regresó al fútbol español tras firmar por tres años con la S. D. Eibar. Pasado ese periodo de tiempo volvió a Portugal al fichar por el C. D. Santa Clara.

## Internacional
Durante los años 2012 y 2013 fue internacional con la selección de fútbol sub-20 de Portugal con la que jugó 8 partidos. En 2015 formó parte de la selección sub-21 en la Eurocopa sub-21 de 2015, que fue subcampeona del torneo, pero no llegó a disputar ningún encuentro.

## Clubes
| Club                               | País       | Año       |
| ---------------------------------- | ---------- | --------- |
| Vitória F. C.                      | Portugal   | 2012-2018 |
| Sheffield Wednesday F. C. (cedido) | Inglaterra | 2017-2018 |
| Vitória S. C.                      | Portugal   | 2018-2021 |
| C. D. Lugo (cedido)                | España     | 2020-2021 |
| S. D. Eibar                        | España     | 2021-2024 |
| C. D. Santa Clara                  | Portugal   | 2024-     |